# جفری دوربانت
جفری دوربانت (فرانسوی: Geoffray Durbant‎؛ زادهٔ ۱۹ مهٔ ۱۹۹۲) بازیکن فوتبال  اهل فرانسه است.
وی همچنین در تیم ملی فوتبال گوادلوپ بازی کرده‌است.